# Albertino Minhoto
Albertino Minhoto – portugalski rugbysta, pięciokrotny reprezentant Portugalii w rugby union mężczyzn, trener.
Jego pierwszym meczem w reprezentacji było spotkanie z Włochami, które zostało rozegrane 20 lutego 1972 w Padwie. Ostatni raz w reprezentacji zagrał 13 maja 1973 w Coimbrze, kiedy to jego reprezentacja podejmowała drużynę Polski.